# Bușa, Iampol
Bușa (în ucraineană Буша) este localitatea de reședință a comunei Bușa din raionul Iampol, regiunea Vinița, Ucraina.

## Demografie
Componența lingvistică a localității Bușa
     Ucraineană (99,88%)
     Alte limbi (0,12%)
Conform recensământului din 2001, majoritatea populației localității Bușa era vorbitoare de ucraineană (99,88%), existând în minoritate și vorbitori de alte limbi.